# Живадин Обрадовић
Живадин Обрадовић (Пајсијевић, 20. март 1924 — Београд, 26. август 2002) био је учесник Народноослободилачке борбе, потпуковник ЈНА, друштвено-политички радник СФР Југославије и СР Србије и дипл. правник.

## Биографија

### Детињство
Рођен је у селу Пајсијевић (Гружа), 20. марта 1924. године. Потицао је из сиромашне земљорадничке породице.
Имао је свега шест месеци, а његов брат Трифун две године, када су остали без оца Светислава, који је, као носилац Албанске споменице и борац (поднаредник) са Солунског фронта, преминуо од последица рањавања у 1. светском рату (контузије).
Видосава, мајка Живадина и Трифуна, се након смрти мужа преселила са синовима у Крагујевац, где се запослила у капислани Војнотехничког завода (данас Застава оружје), како би могла да прехрани и одшколује синове. Живадин је био ученик Крагујевачке гимназије и тешко су живели од мајчине плате, све док 1940. старији брат Трифун није уписао Нижу школу Војне академије Краљевине Југославије у Београду. Немци су Трифуна стрељали 1943. године због илегалног деловања, а породици додељена Споменица палих бораца.

### Народноослободилачка борба
На самом почетку рата је заједно са Владом Марковићем од немачких војника узео француску ратну заставу из 1. светског рата, коју су Немци превозили као ратни плен. Заставу су сакрили, сачували и 1956. године предали је представницима француских ветерана.
Живадин се као седамнаестогодишњак у септембру 1941. године прикључио Крагујевачком партизанском одреду, који је у Рудом 21. децембра 1941. године ушао у састав Прве пролетерске бригаде као Трећи крагујевачки батаљон. Учествовао је у свим биткама које је водила прослављена Прва пролетерска од Игманског марша, где је промрзао, битке на Неретви, битке на Сутјесци, где је контузован по грудном кошу од авионске бомбе, па све до ослобађања Београда.

### Послератни период
Након завршетка војних школа и окончања акција као припадник КНОЈ-а, те промовисања у чин потпуковника ЈНА, војну каријеру је окончао 1956. године.
Исте године уписује Правни факултет на Београдском универзитету, који и завршава 1960. године. Након завршеног приправничког стажа код адвоката Славољуба Ч. Марковића, 1963. године прелази на рад у Савезну управу царина, као начелник у одељењу продаје робе, где ради до 15. априла 1964. године, након чега ступа у службу као самостални саветник у предузеће „Хидропројект”. Одатле, 1967. године је постављен за помоћника директора Инвест-импорта, а 1970. за Генералног директора пословног удружења „Пројект-инжењеринг”, које је обједињавало више југословенских предузећа, која су обављала радове у Кувајту, Ираку, Либији, итд. Пензионисан је 1980. године.
Преминуо је 2002. године, сахрањен је у Београду.

## Признања и одликовања
- Медаља Републике Пољске Победе и слободе
- Заслужни грађанин града Крагујевца 21. октобра 1960.
- Почасни грађанин места Рудо (БИХ), 22. децембра 1966.
- Октобарска спомен плакета општине Кнић, 22. октобра 1979.
- Повеља борцу ослободиоцу Београда 1944., 20. октобра 1984.

Носилац је Партизанске споменице 1941. и других југословенских одликовања, међу којима су — Орден заслуга за народ другог реда, Орден братства и јединства другог реда, Орден за храброст, Орден партизанске звезде трећег реда и Орден за војне заслуге трећег реда.